# ブローダー半島

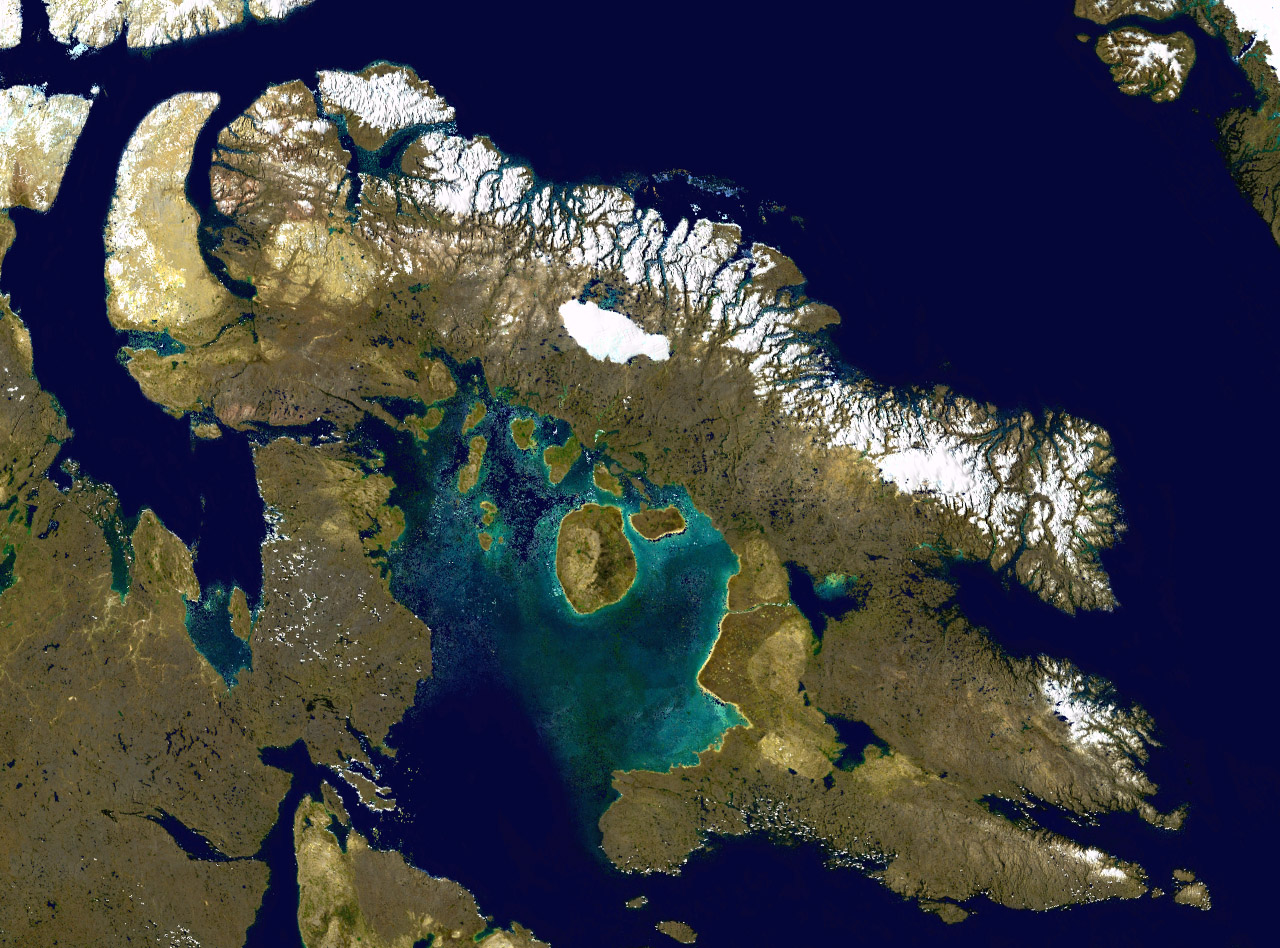
衛星写真から、バフィン島の北西部にあるブローダー半島を見ることができる。

ブローダー半島（ブローダーはんとう、Brodeur Peninsula）は、カナダのヌナブト準州のクィキクタアルク地域にあるバフィン島の無人の半島。島の北西部に位置し、プリンスリージェント海峡、ランカスター海峡、アドミラルティ湾に囲まれている。半島は狭い峡谷によってバフィン島に繋がっている。

## 地形
主な特徴は、岩だらけの海岸と海岸のゴツゴツした崖、さらに不毛で岩だらけの平地などがある。

## 動物相
ブローダー半島の北西にある475km2の広い部分はカナダの重要な鳥の住み家となっている。（＃NU065）近年の研究では、元々住んでいたとされるゾウゲカモメの減少が確認されている。
ブローダー半島の西側はホッキョクグマの繁殖地として知られている。

## 土地利用
この地域では、鉱物の採掘が進んでいる。カナダのツインマイニングは、採掘場所として約2000平方マイルの土地を所持している。